# Ammar al-Saifi
Ammar al-Saifi (* 11. Juli 1999) ist ein omanischer Sprinter.

## Sportliche Laufbahn
Erste internationale Erfahrungen sammelte Ammar al-Saifi bei den Juniorenasienmeisterschaften 2016 in der Ho-Chi-Minh-Stadt, bei denen er mit der omanischen 4-mal-100-Meter-Staffel das Finale erreichte, dort aber nicht mehr an den Start ging. Zwei Jahre später gelangte er bei den Juniorenasienmeisterschaften in Gifu im 100-Meter-Lauf bis in das Finale, in dem er aber auch nicht an den Start ging. Mit der Staffel nahm er an den Asienspielen in Jakarta teil und schied dort mit 39,76 s im Vorlauf aus. Im Jahr darauf gelangte er bei den Arabischen Meisterschaften in Kairo in 10,71 s auf Rang sieben über 100 Meter und gewann Bronze mit der Staffel. Bei den anschließenden Asienmeisterschaften in Doha gewann er mit der Staffel in 39,36 s die Bronzemedaille hinter den Teams aus Thailand und Taiwan.

## Persönliche Bestzeiten
- 100 Meter: 10,51 s (+0,2 m/s), 4. April 2019 in Kairo
- 60 Meter (Halle): 6,76 s, 3. März 2019 in Teheran